# Нуракси Фигус
Нуракси Фигус (итал. Nuraxi Figus) је насеље у Италији у округу Карбонија-Иглесијас, региону Сардинија.
Према процени из 2011. у насељу је живело 555 становника. Насеље се налази на надморској висини од 117 м.